# 苗家堡关帝庙
苗家堡关帝庙是一处古建筑，位于山西省晋中市祁县城赵镇苗家堡村，建于清。
2020年7月28日，苗家堡关帝庙公布为第八批祁县文物保护单位。2021年8月4日，苗家堡关帝庙公布为第六批山西省文物保护单位。